# 태풍 너구리 (2008년)
태풍 너구리 (Typhoon Neoguri)는 2008년 4월 15일부터 4월 20일까지 활동했고 최저기압 960 hPa를 기록했던 2008년의 제1호 태풍이다. 3등급 태풍(SSHS)이다. 중국과 필리핀에 영향을 주었다. "너구리"는 대한민국에서 제출한 이름이다.

## 개요
2008년의 첫 태풍인 너구리는 4월 15일 오후 3시에 필리핀 마닐라 남서쪽 약 670 km 부근 해상에서 발생하였으며 중심기압 998hPa, 최대풍속 18 m/s, 강풍반경 약 160km로 열대저압부(TD)에서 강도는 '약', 크기는 '소형'의 태풍(열대폭풍, TS)으로 발달하였고, 4월 16일 오전 9시에 중심기압 985hPa, 최대풍속 27 m/s, 강풍반경 약 350 km, 강도는 '중', 크기는 '중형'의 태풍(강한 열대폭풍, STS)으로 발달하였다. 이후 4월 17일 오전 9시에 중심기압 965hPa, 최대풍속 35 m/s, 강풍반경 약 450km의 강도는 '강', 크기는 '중형'의 태풍(TY)으로 발달했다. 그리고 북쪽으로 이동하다가 점차 북동쪽으로 방향을 틀면서 4월 19일 오후에 중국 홍콩 서쪽 광둥성 해안에 상륙하였고, 4월 20일 오전 3시경에 열대저압부로 약화되며 소멸되었다.

## 영향
태풍 너구리의 직접적인 영향을 받은 중국 하이난성에서는 131만 명의 이재민이 발생했고, 어선 3척이 침몰하여 선원 18명이 실종되기도 했다.

## 같이 보기
- 2008년 태풍